# In Supremae praeminentia Dignitatis
In Supremae praeminentia Dignitatis è una bolla pontificia promulgata da papa Bonifacio VIII il 20 aprile 1303. Con essa il papa istituiva la Studium Urbis, ovvero l'attuale Università degli Studi di Roma "La Sapienza".